# Cavaglià
Cavaglià är en ort och kommun i provinsen Biella i regionen Piemonte i Italien. Kommunen hade 3 626 invånare (2018).